# Festival de cine de Cartago

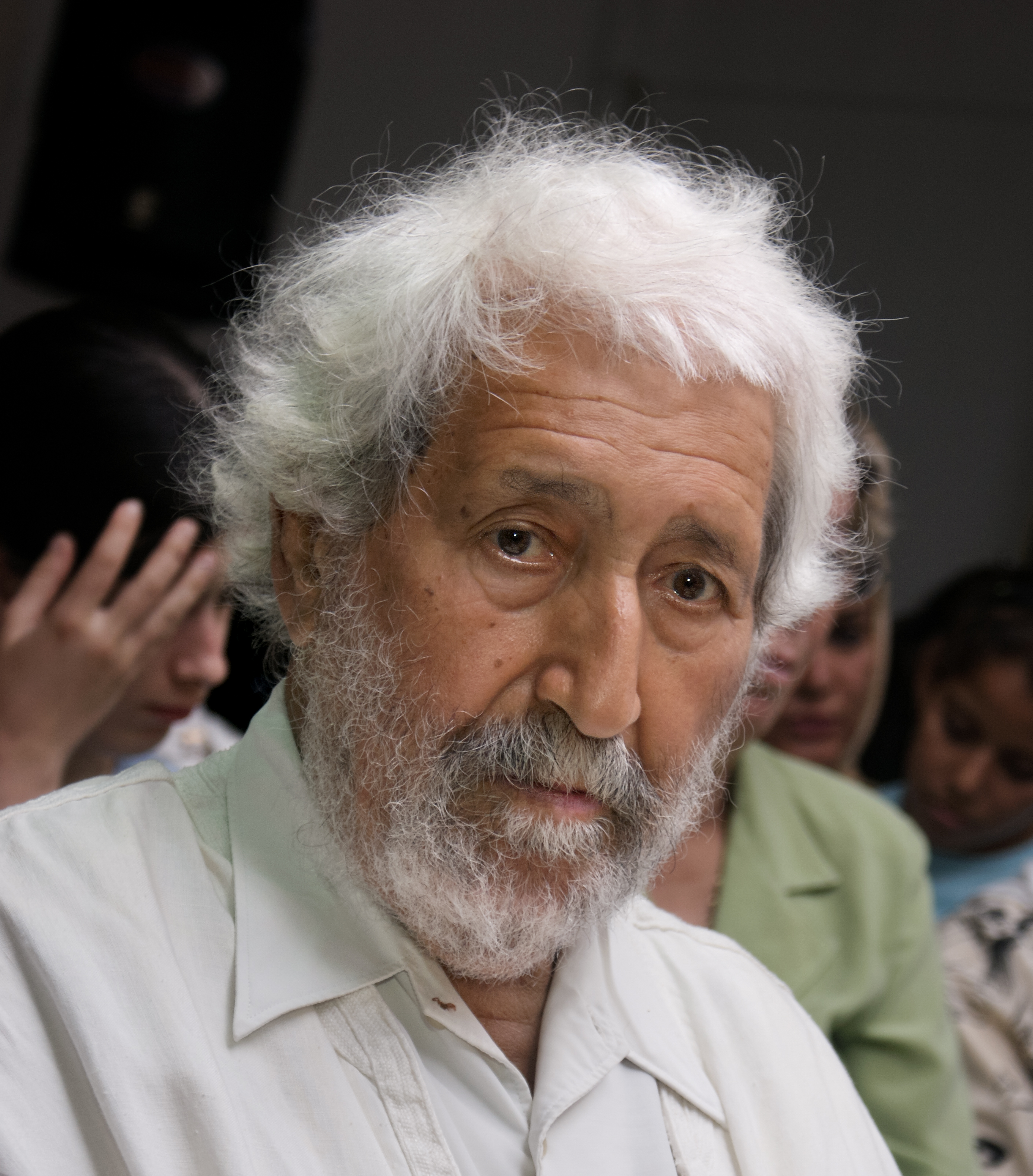
Tahar Cheriaa, creador del Festival de cine de Cartago.

El Festival de cine de Cartago (ALA-LC: ayyām Qarṭāj al-sīnimāiyya) (en árabe: أيام قرطاج السينمائية‎)‎; (Journées cinématographiques de Carthage, o JCC) es un Festival de cine que tiene lugar en Túnez. Creado en 1966, es hasta la fecha el evento más antiguo de su tipo, que aún está activo en África. Inicialmente bienal alternando con el Festival de Teatro de Cartago, se convirtió en anual en 2014. Un comité directivo presidido por el Ministerio de Cultura de Túnez, junto con profesionales de la industria del cine está a cargo de la organización.
El Festival de Cine de Cartago ha sido diseñado como un festival de cine comprometido con la causa de los países africanos y árabes y la mejora del cine del Sur en general.
El principal premio otorgado es el Tanit dorado que lleva el nombre de la diosa fenicia Tanit. Las ceremonias de apertura y clausura se llevan a cabo en el Teatro Municipal de Túnez.

## Historia
Concebido por el director Tahar Cheriaa y oficialmente inaugurado en 1966, por el ministro tunecino de Cultura, Chedli Klibi, este evento, el primero de su tipo en el mundo árabe, está destinado principalmente a resaltar el cine tunesino, árabe y subsahariano, creando puentes de diálogo entre el Norte y el Sur y ofreciendo un encuentro entre cineastas y espectadores de todos los lados.
Así Klibi dijo:

Primero esperamos un diálogo. Un diálogo, franco, lúcido, sin motivos ocultos. Pero estamos seguros de que ese diálogo solo puede conducir a una mejor comprensión mutua entre africanos y europeos, entre el sur del Mediterráneo y el Mediterráneo norte.

Muchos grandes nombres del cine africano y árabe recibieron premios de Cartago antes de ser reconocidos en otros lugares, desde:
- el senegalés Ousmane Sembène (gran premio de 1966);
- el egipcio Youssef Chahine (gran premio de 1970);
- el maliense Souleymane Cissé (Gran Premio 1982);
- el palestino Michel Khleifi (Gran Premio 1988);
- los tunecinos Nouri Bouzid, Ferid Boughedir y Moufida Tlatli (Gran Premio 1986) , 1990, 1994);
- el sirio Mohammad Malas (Gran Premio 1992);
- el argelino Merzak Allouache (Gran Premio 1996).

La dimensión social del festival se encuentra en varias películas galardonadas con el Tanit de oro, algunas tristemente proféticas como [Making of (película)|Making Of]](2006) de Nouri Bouzid, presentando a Bahta, un desocupado de 25 años; y, bailarines aficionados contratados por extremistas para cometer un ataque suicida.
En 1970, en el Festival de Cine de Cartago, se creó la FEPACI (Federación Panafricana de Cineastas), desarrollando una base para la cooperación cinematográfica  Sur-Sur.
Las Conferencias de las últimas sesiones han enfatizado la reputación del evento como un depósito de ideas y ganando impulso, el Festival de Cine de Cartago se ha abierto al mundo; y, enriquecido su programación al albergar obras de todos los orígenes.
Para cumplir mejor las expectativas y necesidades de los profesionales del cine, el Festival de Cine de Cartago ha ampliado su ámbito de acción con la introducción de varios dispositivos, como el Proyecto Taller, Master Class y Producer's Network. Eminentes personalidades de las artes, escritores, cineastas, críticos, han servido como jurados en diversos concursos oficiales para otorgar el prestigioso Tanit. Pero la verdadera constante del Festival de Cine de Cartago sigue siendo la adhesión de una audiencia excepcional de fieles y apasionados cinéfilos. El festival es un evento realmente popular que atrae a multitudes a los teatros y crea en la ciudad de Túnez una animación considerable. Enraizado en su especificidad árabe y africana, este encuentro de cineastas, productores, críticos y cinéfilos del Norte y del Sur ha logrado combinar el cine, el intercambio y el espíritu festivo.
Desde la revolución tunecina de 2011, el Festival de Cartago confirma además la proximidad de Túnez con Europa; y, su tradición de diálogo lo predestina a convertirse en un centro indispensable para la cooperación cinematográfica Norte-Sur y Sur-Sur.

## Programa
El programa oficial incluye varias secciones: la "Competencia Oficial" y la "Sección Panorama" que están abiertas para películas árabes y africanas, la "Sección Internacional" que está abierta a películas recientes de alta calidad artística, una "Sección de Homenaje" y una "Proyectos de taller" diseñados para fomentar el desarrollo de proyectos de películas árabes y africanas mediante la concesión de "fondos de ayuda para el escenario" y una sección de video competitivo.

### La Selección oficial
Cada una de las 12 secciones de la Competición Oficial del Festival de Cine de Cartago presenta 12 películas.

### Competencia oficial paralargometrajes
Esta selección con tres Tanit (Oro, Plata, Bronce) es la parte más visible del Festival de Cine de Cartago y es el corazón de la selección oficial. Doce películas árabes y africanas reflejan la renovación de la expresión cinematográfica y presentan obras originales singulares en su estética y sus afirmaciones.

### Competencia oficial de cortometrajes
Además de la competencia dedicada a largometrajes, esta selección permite dedicar tres películas de ficción árabes y africanas en formato corto (menos de 30 min)

### Competencia documental
Un Tanit de oro premia al mejor documental entre doce películas árabes y africanas. El Premio Tahar Cheriaa por un primer trabajo: El Tanit de Oro  "Tahar Cheriaa" premia el primer trabajo de un cineasta presentado en la selección oficial: competencia oficial, concurso de la primera película árabe y africana.

### Fundación de cine de Cartago
Esta selección internacional de doce películas escolares encarna la diversidad de artistas jóvenes y anuncia las tendencias del futuro cine mundial. Una película será otorgada por el jurado internacional.

### Secciones paralelas

#### Nuevos Territorios
Este programa pretende ser una ventana a las películas sugeridas recientemente, las más innovadoras y subversivas, las más radicales y marginales, en una palabra, sobre las nuevas experiencias estéticas y políticas, lejos de cualquier formato comercial, medio de comunicación o festival. Busca someter la capacidad continuamente renovada del cine para albergar tanto los temas de su tiempo, las preguntas de quienes lo hacen y sus contemporáneos como el cambio de su expresión artística, formal y tecnológica.

### Tributos
Cada edición rinde homenaje a un cineasta tunecino; y, varios cineastas internacionales que ofrecen al público una retrospectiva de sus películas o debates inspirados en sus reuniones de su carrera.

### Takmil
El Taller Takmil, llamado "terminado" en árabe, que está en su segunda edición, tiene como objetivo permitir que las películas africanas y árabes en fase de postproducción sean evaluadas por un jurado internacional de profesionales del cine. Durante tres días, las copias de trabajo son vistas por el jurado en presencia de los cineastas, cuyas películas han sido seleccionadas. Las proyecciones serán seguidas por una discusión que le permitirá a cada participante defender su película y beneficiarse de una experiencia.
El taller Takmil también pretende ser una plataforma que ofrezca visibilidad a los jóvenes cineastas africanos y árabes. Visibilidad que resultará en particular por la proyección de las películas ganadoras, un estreno africano y árabe durante la sesión del Festival de Cine de Cartago después de su finalización.

### Redes de productores
La Red de Productores acoge productores árabes y africanos presentes en el Festival de Cine de Cartago y permite a los profesionales del cine internacional beneficiarse de una serie de reuniones y eventos específicos diseñados para alentar la coproducción internacional y optimizar las redes.
Con un programa de 48 h, esa Red ofrece oportunidades reales para reunirse con socios potenciales con financiación, coproducción, necesidades de distribución ...

### El Festival de Cartago en regiones
Desde la sesión de 2014, el Festival de Cine de Cartago se ha movido entre diferentes ciudades tunecinas. En 2015, diez ciudades están organizando el festival: Jendouba, Sfax, Mahdia, Tataouine, Nabeul, Béja, Al-Kāf, Kairouan, Gafsa, y Monastir. Las películas están divididas en tres secciones principales:
- Películas de la selección oficial: estas películas se proyectan en la noche durante el período del festival en cada ciudad anfitriona.

- Películas europeas: en asociación con Journées du Cinéma Européen, una selección de películas europeas se proyecta diariamente en diferentes ciudades.

- Películas infantiles: en asociación con UNICEF se proyectan dos películas infantiles en cada ciudad.

## Premiaciones
Primera edición (4-11 de diciembre de 1966)
- Tanit de oro: La Noire de... de Ousmane Sembène (Senegal)
- Tanit de plata: Le premier cri de Jaromil Jireš (Checoeslovaquia)

Segunda edición (13-20 de octubre de 1968)
- Tanit de oro: no asignada
- Tanit de plata: Le veilleur de nuit de Khalil Chawki (Irak)
- Tanit de bronce: Mokhtar de Sadok Ben Aïcha (Túnez)

Tercera edición (11-18 octubre 1970)
- Tanit de oro: assegnata a Youssef Chahine Le Choix
- Tanit de plata: Des hommes au soleil de Nabil Maleh, Marouane El Mouadhen y Mohamed Chahine (Siria)
- Tanit de bronce: Traces de Hamid Bennani (Marruecos), Une si simple histoire de Abdellatif Ben Ammar (Túnez) y Khelifa le teigneux de Hamouda Ben Halima (Túnez)

Cuarta edición (30 settembre-8 octubre 1972)
- Tanit de oro: Les Dupes di Taoufik Salah (Siria) e Zambizanga de Sarah Maldoror (República Democrática del Congo)
- Tanit de plata: Le Charbonnier de Mohamed Bouamari (Argelia)
- Tanit de bronce: Et demain de Brahim Babaï (Túnez), Lambaaye de Mahama Johnson Traoré (Senegal) y La Mer cruelle de Khaled Essedik (Kuwait)

Quinta edición (26 octubre-2 noviembre 1974)
- Tanit de oro: Les bicots-nègres vos voisins de Mohammed Abid Hondo (Mauritania) y Kfar Kassem de Borhane Alaouié (Líbano - Siria)
- Tanit de plata: Sejnène di Abdellatif Ben Ammar (Túnez)
- Tanit de bronce: no asignada.

Sexta edición (14-23 octubre 1976)
- Tanit de oro: Les Ambassadeurs de Naceur Ktari (Túnez - Libia - Francia)
- Tanit de plata: Muna moto (l'enfant de l'autre) de Jean-Pierre Dikongue-Pipa (Camerún)
- Tanit de bronce: Nationalité: immigré de Sidney Sokhona (Mauritania)

Séptima edición (16-26 octubre 1978)
- Tanit de oro: Les Aventures d'un héros de Merzak Allouache (Argelia)
- Tanit de plata: Baara (Le travail) de Souleymane Cissé (Mali)
- Tanit de bronce: Chafika et Metwalli de Ali Badrakhan (Egipto)

Octava edición (15-23 noviembre 1980)
- Tanit de oro: Aziza de Abdellatif Ben Ammar (Túnez)
- Tanit de plata: Ali au pays des mirages de Ahmed Rachedi (Argelia)
- Tanit de bronce: Fad 'Jal de Safi Faye (Senegal)

Novena edición (22-30 octubre 1982)
- Tanit de oro: Le vent (Finye) di Souleymane Cissé (Mali)
- Tanit de plata: Le don de Dieu di Gaston Kaboré (Alto Volta)
- Tanit de bronce: no asignada

Décima edición (12-21 octubre 1984)
- Tanit de oro: Les rêves de la ville de Mohamed Malas (Siria)
- Tanit de plata: Porté disparu de Mohamed Khan (Egipto)
- Tanit de bronce: Les coopérants de Arthur Sibita (Camerún)

Undécima edición (14-25 octubre 1986)
- Tanit de oro: L'Homme de cendres de Nouri Bouzid (Túnez)
- Tanit de plata: Le moulin de monsieur Fabre de Ahmed Rachedi (Argelia)
- Tanit de bronce: La leçon des ordures de Cheick Oumar Sissoko (Mali)

Duodécima edición (21-29 octubre 1988)
- Tanit de oro: Noce en Galilée de Michel Khleifi (Palestina)
- Tanit de plata: Zan Boko de Gaston Kaboré (Burkina Faso)
- Tanit de bronce: Arab di Fadhel Jaïbi e Fadhel Jaziri (Túnez)

Decimotercera edición (26 octubre-3 noviembre 1990)
- Tanit de oro: Halfaouine, l'enfant des terrasses di Férid Boughedir (Túnez)
- Tanit de plata: Louss ou la rose des sables di Mohamed Rachid Benhadj (Argelia)
- Tanit de bronce: Mortu Nega di Flora Gomes (Guinea-Bissau)

Decimocatorce edición (2-10 octubre 1992)
- Tanit de oro: La nuit de Mohamed Malas (Siria)
- Tanit de plata: Samba Traore de Idrissa Ouedraogo (Burkina Faso)
- Tanit de bronce: Les yeux bleus de Yonta de Flora Gomes (Guinea-Bissau)

Decimoquinta edición (12-19 noviembre 1994)
- Tanit de oro: Les silences du palais de Moufida Tlatli (Túnez)
- Tanit de plata: Bab El Oued City de Merzak Allouache (Argelia)
- Tanit de bronce: Le ballon de oro de Cheik Doukouré (Guinea)

Decimosexta edición (11-20 octubre 1996)
- Tanit de oro: Salut cousin! de Merzak Allouache (Argelia)
- Tanit de plata: Po di Sangui di Flora Gomes (Guinea-Bissau)
- Tanit de bronce: Haïfa de Rachid Masharawi (Palestina)

Decimoséptima edición (23-31 octubre 1998)
- Tanit de oro: Vivre au paradis de Bourlem Guerdjou (Argelia)
- Tanit de plata: La sueur des palmiers de Redwan al-Kashif (Egipto)
- Tanit de bronce: Faraw, une mère des sables de Abdoulaye Ascofaré (Mali)

Decimoctava edición (20-28 octubre 2000)
- Tanit de oro: Dolé di Imunga Ivanga (Gabón)
- Tanit de plata: Les portes fermées de Atef Hetata (Egipto)
- Tanit de bronce: Sois mon amie de Naceur Ktari (Túnez)

Decimonovena edición (18-26 octubre 2002)
- Tanit de oro: Le prix du pardon de Mansour Sora Wade (Senegal)
- Tanit de plata: Poupées d'argile de Nouri Bouzid (Túnez)
- Tanit de bronce: Hijack stories de Olivier Schmitz (Sudáfrica)

Vigésima edición (2-9 octubre 2004)
- Largometrajes
  - Tanit de oro: À Casablanca, les anges ne volent pas de Mohamed Asli (Marruecos)
  - Tanit de plata: Lettres d'amour zoulou de Ramadan Suleman (Sudáfrica)
  - Tanit de bronce: Visions chimériques de Waha Erraheb (Siria)
  - Premio mejor intérprete masculino: Sami Kaftan en Zaman, l'homme des roseaux de Amer Alwan (Irak)
  - Premio mejor intérprete femenino: Rokhaya Niang in Madame Brouette de Moussa Sène Absa (Senegal)
- Cortometrajes
  - Tanit de oro: Visa de Brahim Letaief (Túnez)
  - Tanit de plata: Mardi 29 février de Gehan El Assr (Egipto)
  - Tanit de bronce: Le sifflet de As Thiam (Senegal)

Vigésimaprimera edición (11-18 noviembre 2006)
- Largometrajes
  - Tanit de oro: Making off de Nouri Bouzid (Túnez)
  - Tanit de plata: Darrat de Mahamat Saleh Haroun (Chad)
  - Tanit de bronce: Attente de Rashid Masharaoui (Palestina)
  - Premio mejor intérprete masculino: Lotfi Abdelli en Making off de Nouri Bouzid (Túnez)
  - Premio mejor intérprete femenino: Touria Alaoui en Tarfay de Daoud Aoulad Syad (Marruecos)
- Cortometrajes
  - Tanit de oro: Reste tranquille de Sameh Zoabi (Palestina)
  - Tanit de plata: La Pelote de laine de Fatma Zohra Zamoun (Argelia)
  - Tanit de bronce: Aujourd'hui 30 noviembre de Mohamed Souleiman (Egipto)

Vigésimasegunda edición 25 octubre-1º noviembre 2008
- Tanit de oro: Teza de Hailé Gerima (Etiopía)
- Tanit de plata: Leïla's Birthday de Rashid Masharaoui (Palestina)
- Tanit de bronce: Khamsa de Karim Dridi (Túnez)

Vigésimatercera edición 23 octubre-31 octubre 2010
- Tanit de oro: Microphone de Ahmed Abdallah (Egipto)
- Tanit de plata: Voyage à Alger de Abdelkrim Bahloul (Argelia)
- Tanit de bronce: La mosquée de Daoud Aoulad-Syad (Marruecos)

Vigésimacuarta edición 16-24 de noviembre de 2012
- Tanit de oro: La Pirogue de Moussa Touré (Senegal)
- Tanit de plata: Mort à vendre de Faouzi Bensaïdi (Marruecos)
- Tanit de bronce: Sortir au jour de Hela Lotfi (Egipto)